# Волокові (Омутнінський район)
Волоко́ві (рос. Волоковые) — присілок у складі Омутнінського району Кіровської області, Росія. Входить до складу Пісковського міського поселення.
Населення становить 6 осіб (2010, 8 у 2002).
Національний склад станом на 2002 рік — росіяни 100 %.